# Tatarstan (linie lotnicze)

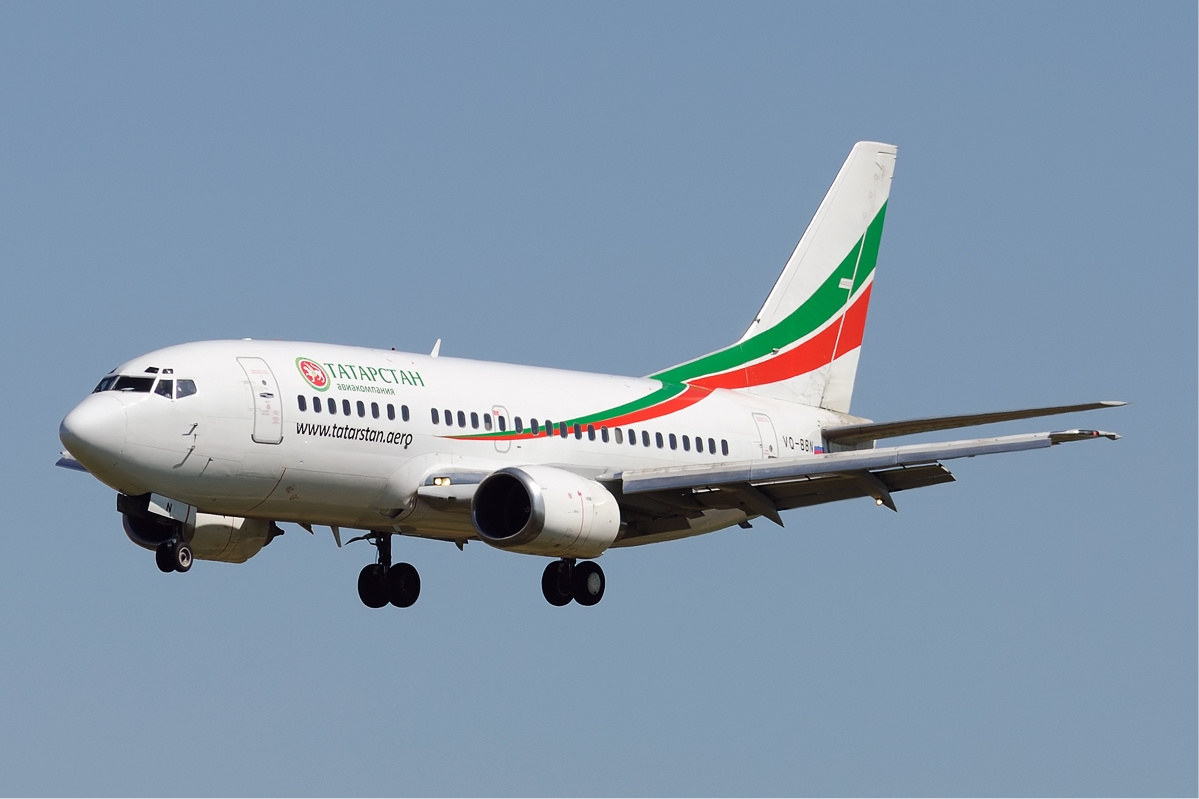
Boeing 737-500 linii Tatarstan

Tatarstan – zlikwidowane rosyjskie linie lotnicze z siedzibą w Kazaniu. Zostały założone w 1993 i były narodowymi liniami lotniczymi Tatarstanu. Głównym węzłem był port lotniczy Kazań. W swojej flocie posiadały samoloty Jak-42, Tu-154, Boeing 737 oraz Airbus A319. 

## Wypadki i katastrofy
- 17 listopada 2013 roku samolot Boeing 737 linii Tatarstan uległ katastrofie w Kazaniu. Zginęli wszyscy na pokładzie - 44 pasażerów i 6 członków załogi[1].